# Kuwaykat
Kuwaykat (arabe : كويكات), aussi épelé  Kuweikat, Kweikat ou Kuwaikat, était un village du sous-district d'Acre en  Palestine mandataire, situé à 9 km d’Acre. Il fut dépeuplé et en grande partie détruit pendant la guerre israélo-arabe de 1948-1949.

## Histoire
L’ancien caravansérail ou  khan de Kuwaykat remonte peut-être à l’époque des croisades ou à une époque antérieure. Selon l’historien Denys Pringle, le khan pourrait avoir été le quartier général d’une propriété génoise construite dans le village au XIIIe siècle. Il est formé d’un bâtiment rond surmonté d’une voûte en berceau, fait de pierres de taille.
En 1245, la partie occidentale de Kuwaykat était propriété de l’église et de l’hôpital de Saint-Thomas-le-Martyr à Acre,.

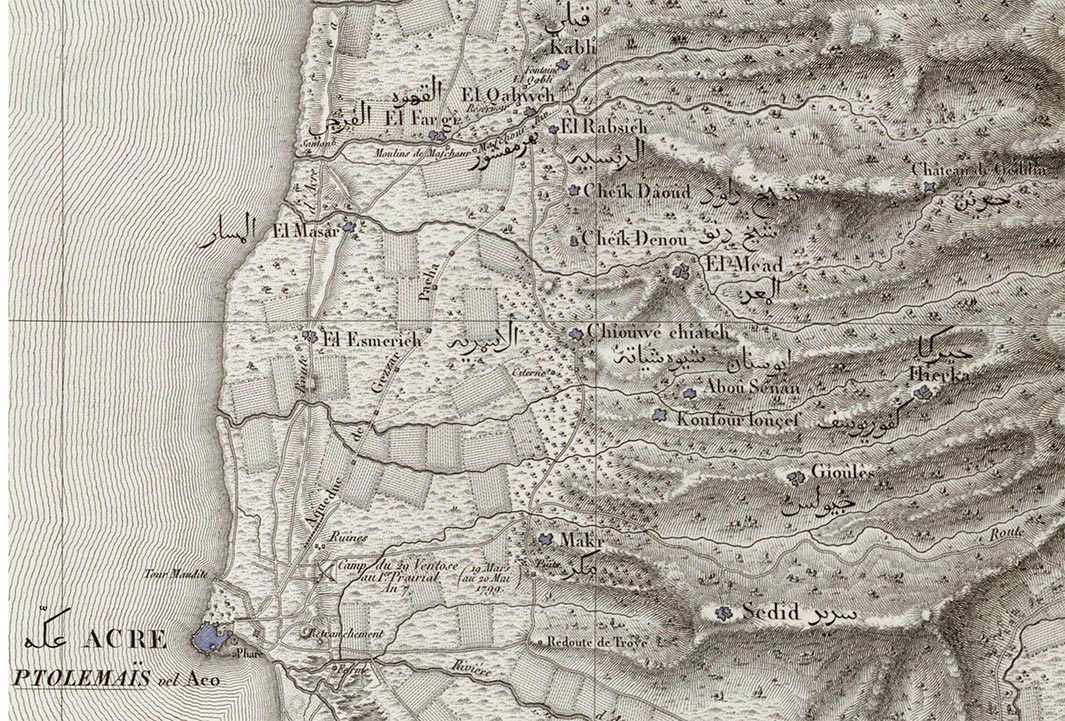
Carte de la région, 1799. "Chiouwe chiateh" correspond à Kuwaykat

Kuwaykat  était nommé Chiouwe chiateh sur la carte du cartographe français Pierre Jacotin, élaborée en 1799 lors de la campagne d’Égypte. Pendant l’empire ottoman, en 1875, le voyageur et géographe français Victor Guérin visita le village et le décrivit entouré de jardins plantés de figuiers et d’oliviers, et doté d’un puits ancien. Il remarqua que le village était déjà mentionné dans les sources remontant à l’époque des croisades. En 1881, le [Survey of Western Palestine  du Palestine Exploration Fund décrit Kuwaytat comme un village de pierre, situé au pied de collines, où environ 300 habitants, de religion musulmane, cultivent des oliviers,. En 1887, une école élémentaire fut construite dans le village, qui possédait aussi une mosquée et un sanctuaire consacré au chef religieux druze Abu Muhammad al-Qurayshi. Un recensement de 1887 indique pour le village, désigné comme Kiryet et Kuweikat, une population de 565 habitants, tous musulmans.

## Mandat britannique en Palestine
Dans le recensement de 1922 en Palestine, Kuaikat  (selon le nom du village indiqué dans ce recensement) avait une population de 604 personnes (314 hommes et 290 femmes), tous musulmans. Celle-ci avait augmenté à 789 habitants, répartis en 163 maisons, en 1931.
En avril 1938, pendant la révolte arabe en Palestine contre les autorités britanniques, les rebelles plantèrent une mine sur la route Yarka entre Kuwaykat et Kafr Yasif : celle-ci explosa sur le passage d'un véhicule de l'armée britannique, tuant neuf soldats (selon les sources arabes) ou un soldat du Royal Ulster, tout en faisant deux autres blessés (selon les archives britanniques). Le chef rebelle à Kuwaykat, Fayyad Baytam, fut approché par un commandant rebelle de la région, le cheikh Amhad al-Tuba, pour installer l'explosif, mais il refusa par craintes d'éventuelles représailles britanniques sur le village. Ce furent donc Al-Tuba lui-même, et Ali Hammuda de Tarshiha, qui placèrent la mine. Après l'attaque, les forces britanniques blâmèrent d'abord les habitants du village voisin de Kafr Yasif et mirent le feu à ce village, causant une destruction massive. Lorsqu'un des habitants de Kafr Yasif les informa que ce village n'était pas impliqué et les rebelles étaient venus de Kuwaykat, les Britanniques encerclèrent et attaquèrent Kuwaykat. Quelques jeunes sortirent de leurs maisons et furent tués et la mosquée du village, où plusieurs hommes s'étaient réfugiés, fut attaquée et les hommes réfugiés à l'intérieur exécutés par les soldats britanniques. Neuf hommes furent tués, dont un résident de Sabalan. Selon l'anthropologue Ted Swedenburg, l'incident de Kuwaykat est un exemple « d'épisode sanglant largement invisible dans les récits européens ou israéliens publiés sur la révolte ». Les Britanniques nièrent plus tard l'implication de leurs soldats dans l'incident.
Dans les statistiques sur les villages et villes de Palestine de 1945, Kuwaykat avait 1 050 habitants, établis sur un total de 4 733 dounams (soit 4,73 km2) de terres. Les terres de Kuwaykat faisaient partie des plus fertiles du district : céréales, olives, pastèques  étaient les principales cultures. En 1944-1945 une surface totale de 3 316 dounams (soit 3,31 km2) étaient consacrés aux céréales et 1 246 dounams (soit 1,25 km2) étaient irrigués ou utilisés pour des vergers, dont 500 dounams plantés d'oliviers. Les zones construites occupaient 26 dounams. Les villageois élevaient aussi du bétail et fabriquaient des produits laitiers.

## La guerre de 1948 et ses suites
Pendant la guerre israélo-arabe de 1948, le village de Kuwaykat subit une première attaque les 18et 19 janvier 1948, par un groupe de plus de 80 miliciens juifs, selon le journal palestinien Filastin. L'attaque fut repoussée, de même qu'une autre dans la nuit du 6 au 7 février,. Le village subit un autre assaut, décisif celui-là, par la brigade israélienne Sheva et la brigade Carmeli, dans le cadre de l'opération Dekel : la nuit du 9 juillet, l'offensive commença par un bombardement sévère. Les villageois interviewés en 1973 dans le camp de réfugiés de Bourj el-Barajneh, au Liban, racontèrent : « Nous avons été réveillés par les bruits les plus forts que nous ayons jamais entendus, les explosions des obus et le tir de l'artillerie […] les femmes hurlaient, les enfants pleuraient […] La plupart des villageois commencèrent à s'enfuir en pyjama. La femme de Qassim Ahmad Sa´id s'enfuit en portant un oreiller dans ses bras au lieu de son enfant […], ». Deux personnes furent tuées et deux blessés par les obus. Beaucoup de villageois s'enfuirent à Abu Snan, Kafr Yasif et dans d'autres villages qui se rendirent aussi un peu plus tard. Ceux qui restèrent à Kuwaykat, surtout des personnes âgées, furent rapidement expulsés vers Kafr Yasif .
En janvier 1949, le kibboutz ha-Bonim (renommé plus tard Beit HaEmek) fut établi près du site de Kuwaykat, sur les terres du village. Ses habitants étaient des immigrants juifs d'Angleterre, de Hongrie et des Pays-Bas. Khalidi décrivit en 1992 ce qui restait du village arabe : « Il reste peu de chose du village excepté un cimetière désert, complètement envahi par les herbes, et des débris des maisons. Les inscriptions sur deux des tombes permettent de les identifier, l'une comme celle de Hamad 'Isa al-Hajj, et une autre comme celle du cheikh Salih Iskandar, qui mourut en 1940. Le sanctuaire du cheikh Abu Muhammad al-Qurayshi est toujours debout mais son piédestal de pierre est très fissuré ».